# Chandler R. Post
Chandler Rathfon Post (1881-1959) fue un iconógrafo, historiador del arte e hispanista estadounidense.

## Biografía
Tras hacer la secundaria en Detroit, se graduó en literatura española en la Universidad de Harvard (1904) teniendo entre sus compañeros de clase a Franklin Roosevelt y al hispanista Hayward Keniston (1883-1970), y luego estudió en Atenas. En 1909 se doctoró en Harvard con una tesis sobre La alegoría en la España medieval que luego publicó con el título de Medieval Spanish Allegory (1916). En la misma universidad fue profesor auxiliar de griego y bellas artes desde 1914. En 1934 fue nombrado profesor William Dorr Boardman.

## Obras
Escribió A History of European and American Sculpture (1924), pero su gran aportación consistió en A History of Spanish Painting ("Una historia de la pintura española"), iniciada el 1930 y concluida en 1953 en catorce volúmenes, los dos últimos editados póstumos por Harold E. Wethey. Su análisis documenta por vez primera exhaustivamente la pintura medieval hispánica y parte de la renacentista, tras haber inspeccionado directa o fotográficamente cada pieza, motivo por el cual estuvo largas temporadas en España. En 1936 lo sorprendió el alzamiento militar en Barcelona. Metodológicamente, fue un pragmático adverso a interpretaciones no fundamentadas y literarias, y muy atento a los códigos y tradiciones de la iconografía. Se valió de un método de atribución de filiación morelliana y reunía las obras en grupos afines que bautizaba con nombres provisionales mientras la investigación documental no diera el nombre real del autor de cada una. Una constante investigación y autorrevisión de lo que ya había publicado aparecía al final de cada nuevo volumen. En cuanto al arte catalán, se funda en parte en los trabajos de Sampere y Miquel y los de mosén José Gudiol; su ordenación sirvió de base a las sistematizaciones posteriores de este último. Publicó otros trabajos, algunos de ellos sobre arte catalán (los Osona, Forment, etc. ), en la Gazette des Beaux-Arts, The Art Bulletin, la Miscelánea, Puig i Cadafalch, etc. Fue miembro correspondiente, entre otras instituciones de todo el mundo, del Instituto de Estudios Catalanes (1935), de las academias barcelonesas de Buenas letras y Real Academia Catalana de Bellas Artes de San Jorge (1957) y de la valenciana de San Carlos, etcétera.